# Xiphosomella insularis
Xiphosomella insularis là một loài tò vò trong họ Ichneumonidae.